# Одріхей
Одріхей (рум. Odrihei) — село у повіті Муреш в Румунії. Входить до складу комуни Коройсинмертін.
Село розташоване на відстані 249 км на північний захід від Бухареста, 15 км на південь від Тиргу-Муреша, 84 км на південний схід від Клуж-Напоки, 115 км на північний захід від Брашова.

## Населення
За даними перепису населення 2002 року у селі проживали 480 осіб.
Національний склад населення села:
| Національність | Кількість осіб | Відсоток |
| -------------- | -------------- | -------- |
| угорці         | 169            | 35,2%    |
| цигани         | 158            | 32,9%    |
| румуни         | 152            | 31,7%    |

Рідною мовою назвали:
| Мова      | Кількість осіб | Відсоток |
| --------- | -------------- | -------- |
| угорська  | 170            | 35,4%    |
| румунська | 156            | 32,5%    |
| циганська | 153            | 31,9%    |